# Варнавино
Варна́вино — посёлок городского типа в Нижегородской области России.
Административный центр Варнавинского района, в составе которого представляет собой административно-территориальное образование (рабочий посёлок) и одноимённое муниципальное образование рабочий посёлок Варнавино со статусом городского поселения как единственный его населённый пункт.

## География
Посёлок расположен в 137 км (по прямой) и 185 км (по автодороге) к северу от Нижнего Новгорода, пристань на реке Ветлуге. Ближайшая железнодорожная станция Ветлужская Горьковской железной дороги находится в 41 км от Варнавина.
Средняя температура января составляет −13,6 °C, июля — +18,1 °C.

## Палеонтология
В районе Варнавино в отложениях раннего триасового периода (нижнеиндский подъярус) обнаружены ископаемые образцы темноспондильной амфибии Tupilakosaurus.

## История
В 1417 году монах из Великого Устюга преподобный Варнава Ветлужский основал пустынь, ставшую позднее монастырём, вокруг которого сложилось торговое село.
В 1778 году село преобразовано в уездный город Варнавин Костромского наместничества.
19 февраля (3 марта) 1853 года здесь родился русский писатель Алексей Тихонов; автор романа «Pollice verso».
В 1918 году в Урене вспыхнуло антибольшевистское восстание, переросшее в полномасштабную гражданскую войну, по одну сторону в которой оказались восставшие, а по другую Варнавинский совет. В результате военных действий город сильно пострадал.
В 1922 году Варнавинский уезд был передан из состава Костромской губернии в состав Нижегородской губернии.
Статус рабочего посёлка присвоен в 1961 году.

## Население
| 1959  | 1970  | 1979  | 1989  | 1999  | 2002  | 2008  |
| ----- | ----- | ----- | ----- | ----- | ----- | ----- |
| 2900  | ↗3147 | ↗3529 | ↗3909 | ↗4100 | ↘3718 | ↘3307 |
| 2009  | 2010  | 2011  | 2012  | 2013  | 2014  | 2015  |
| ↘3235 | ↗3475 | ↘3466 | ↘3456 | ↗3460 | ↘3406 | ↘3352 |
| 2016  | 2017  | 2018  | 2019  | 2020  | 2021  |       |
| ↘3301 | ↗3304 | ↘3278 | ↘3242 | ↘3187 | ↗3205 |       |